# Klenie Bimolt
Klena Geertje „Klenie” Bimolt, po mężu De Jonge (ur. 8 czerwca 1945 w Assen), holenderska pływaczka, srebrna medalistka olimpijska z Tokio.
Specjalizowała się w stylu klasycznym. Zawody w 1964 były jej pierwszymi igrzyskami olimpijskimi, zajęła tam drugie miejsce w sztafecie 4 × 100 metrów stylem zmiennym, którą tworzyły ponadto Corrie Winkel, Ada Kok i Erica Terpstra. W 1962 zdobyła dwa srebrne medale mistrzostw Europy (200 m żabką i sztafeta 4 × 100 m zmiennym). Brała udział także w igrzyskach w 1968, jednak bez sukcesów. 1962-1968 zdobyła jedenaście tytułów mistrzyni kraju 8, była rekordzistką Holandii i Europy.